# Юрас (приток Унжи)
Юрас — река в России, протекает по Кологривскому району и Межевском районах Костромской области. Устье реки находится в 203 км по левому берегу реки Унжа. Длина реки составляет 17 км. Площадь водосборного бассейна — 85,3 км².
Исток реки расположен к востоку от деревни Ярославцево в 22 км к юго-востоку от Кологрива. Течёт на юго-восток, затем на юго-запад. На участке в среднем течении река образует границу Кологривского и Межевского районов. В среднем течении на берегах деревни Чуфарово, Казанка и Мартьянка. Впадает в Унжу у деревни Белавино.

## Данные водного реестра
По данным государственного водного реестра России относится к Верхневолжскому бассейновому округу, водохозяйственный участок реки — Унжа от истока и до устья, речной подбассейн реки — Бассей притоков Волги ниже Рыбинского водохранилища до впадения Оки. Речной бассейн реки — (Верхняя) Волга до Куйбышевского водохранилища (без бассейна Оки).
Код объекта в государственном водном реестре — 08010300312110000015549.